# Lazar Drljača
Lazar Drljača (10 février 1883 - 13 juillet 1970) est un peintre de Bosnie-Herzégovine, lié au mouvement expressionniste.

## Biographie

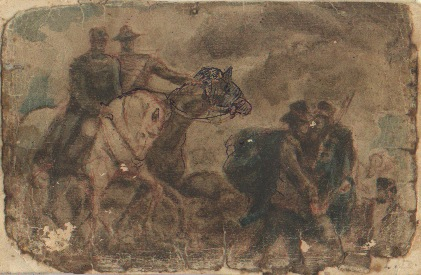
La ... Romana, Ozieri (Italie), 1917, aquarelle 90 × 140 mm. Sur le croquis on voit Drljača conduit quelque part par des carabiniers.

Le 10 février 1883 dans la famille du laboureur Mihajlo Drljača à Blatna, en Bosnie, est né le premier fils à qui on donne le nom de son grand-père, Lazar. Malgré la pauvreté, les parents de Lazar décidèrent, après l'école primaire, de l'envoyer poursuivre les études à Sarajevo. Aidé en partie avec les bourses, il termine en 1906 le lycée technique au département de l'urbanisme où l'on remarque son talent. Il est auteur du projet de l'église orthodoxe à Pale près de Sarajevo.
Drljača a passé son examen pour les Beaux-Arts de Vienne en octobre 1906. Il a été reçu chez le professeur Christian Griepenkerl.
En 1911 il est invité à participer à l'Exposition internationale de Rome.

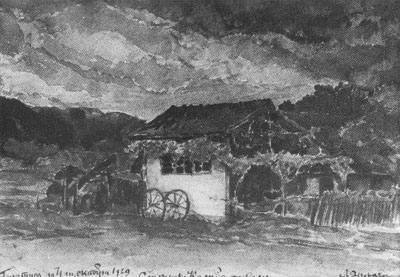
La cabane du peintre, Blatina, octobre 1929, aquarelle, 205 × 225 mm

En automne 1911, Drljača s'installe à Paris d'abord 11, rue Descartes, ensuite à la cité Falguière. Il fréquente les Beaux-Arts et passe souvent son temps dans les galeries et les musées. Il copie au Louvre les œuvres des anciens maîtres, Titien et Léonard de Vinci, parfois sur la commande. De temps à autre il essaye de se faire acheter les tableaux - comme c'est le cas des "Trois cavaliers" - par "le gouvernement de Bosnie". Il rencontre les peintres : Branko Radulovic, Todor Svrakic, Jovan Bijelić.
À partir du 9 juillet 1914, la date où il s'adresse au Ministère de finances de la Bosnie-Herzégovine avec la demande pour une aide pour rentrer en Bosnie car il a "fini ses études ... ici à Paris avec succès" jusqu'au 1919, on ne sait rien sur sa vie. Au dos d'un croquis "La Romana" il écrit "III Pittore Esilato per Sardegna 1916-1921". D'où l'on peut conclure qu'au moins pendant une partie de cette période il a été interné dans un camp en Sardaigne (Italie).

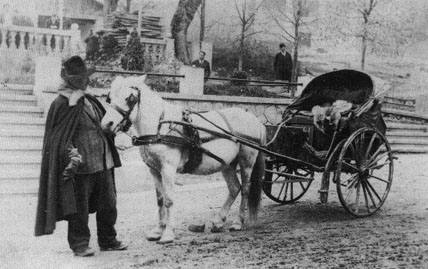
Lazar Drljača avec sa carrosse

À son retour chez lui Lazar Drljača apprend le décès de son père. Cela aggrave sa santé déjà affaiblie. Un moment il trouve le refuge chez son demi-frère Nikola. La plupart du temps il passe en errant sur les monts dans les alentours et en naviguant su la rivière Una dans un petit bateau qu'il avait construit "d'après les navires phéniciens".
Drljača a mis plusieurs années pour se remettre à la peinture. Il est surtout aidé par Petar Tijesic autant par la parole que par le matériel artistique. On suppose que la cabane, construite par Drljača et ses amis, ainsi que la majorité de ses tableaux de cette période ont disparu dans un incendie.
Lazar construit lui-même une carrosse à deux roues avec laquelle il entreprend de plus en plus souvent des voyages. Il recherche aussi bien les nouveaux motifs pour ses tableaux qu'un endroit où il pourrait s'installer définitivement.

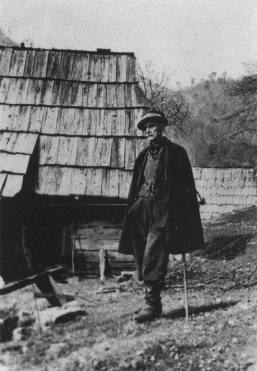
Drljača devant sa cabane à Borci

Il est difficile de déterminer la date exacte de son installation définitive au village de Borci, près de Konjic, en Herzégovine, car Drljača entreprend souvent des voyages dans sa carrosse pour y revenir "...ici on est à mi-chemin entre Sarajevo et Mostar, deux centres culturels." Plusieurs témoignages nous rapprochent de l'année 1931. La montagne, le lac, la rivière Neretva - les beautés de la nature ont été une des raisons de la décision de Drljača de s'installer à Borci.
Drljača revient souvent sur la montagne Durmitor, Monténégro (1933, 1934, 1935) et ne trahit jamais son inspiration. Il expose à Cetinje, en 1933, alors la capitale de Monténégro. Il peint également sur la côte adriatique. Il expose à Herceg-Novi et à Kotor en 1933. Il arrive même jusqu'à la Slovénie.
Drljača séjourne aussi à Mostar où il expose en 1934, 1936, 1937 et en 1938.
Dans l'incendie de sa cabane à Kotaradža en 1943, une grande quantité des œuvres de Drljača est perdue. En tant qu'artiste il ne s'en est presque jamais remis.
Après la Deuxième Guerre mondiale, malgré sa faible santé, Drljača, est obligé un certain temps de travailler comme main d'œuvre pour gagner sa vie. Impressionné par la force et l'habileté de ces ouvriers il aime se voir parmi eux. La vie de Drljača, limitée à Borci, est de plus en plus déterminée par le quotidien, et moins par la peinture.
Après presque vingt ans sans quitter la montagne, en 1959. Drljača descend pour la première fois dans la ville pour se faire opérer d'un carcinome sur la lèvre. La santé affaiblie, il demande de s'installer dans "la Villa de Šantić".
En 1962. on organise à Mostar une exposition de Drljača pour fêter son 80e anniversaire, la première depuis 1939. Conscient de la modestie des œuvres dont il dispose, il s'y oppose. Dans son journal du 8. février 1962. il écrit : "Je pars à Mostar pour empêcher l'exposition. Le désespoir et la douleur".
Drljača se sent de plus en plus fatigué de la vie et souhaite la mort. Dans son journal il note : "La nuit, lourde et douloureuse, les larmes et les noirs pressentiments. Aujourd'hui, le 4 janvier cela fait deux mois du 4 novembre 1962. quand j'ai supplié un homme de mettre fin à ma vie, et à mes souffrances"

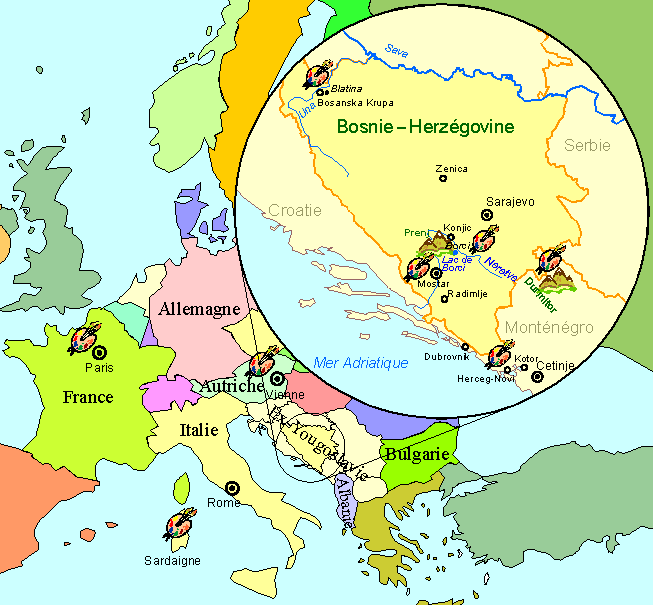
La carte des endroits où Drljača a peint

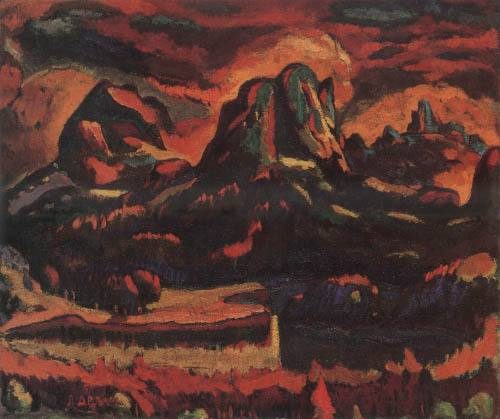
Le lac Noir sur Durmitor, 1935, huile sur toile, 54,5 × 65.5 cm.

## Expositions

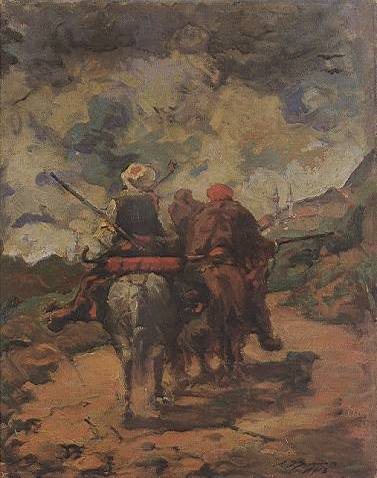
Trois cavaliers - motif de la Bosnie, Paris, 1917, aquarelle 50,5 × 39 cm

- 1930. Sarajevo, Bosnie-Herzégovine
- 1932. Sarajevo, Bosnie-Herzégovine
- 1933. Cetinje, Kotor, Monténégro
- 1934. Mostar, Bosnie-Herzégovine
- 1935. Sarajevo, Bosnie-Herzégovine
- 1936. Mostar, Bosnie-Herzégovine
- 1937. Mostar, Bosnie-Herzégovine
- 1938. Mostar, Sarajevo, Bosnie-Herzégovine
- 1939. Sarajevo, Bosnie-Herzégovine
- 1962. Mostar, Bosnie-Herzégovine
- 1971. Sarajevo, Mostar, Bosnie-Herzégovine

## Anecdotes
La vie de Lazar Drljača, Lazo, comme l'appelaient les montagnards avec lesquels il partageait le quotidien, est devenu légendaire bien avant sa mort. Méprisant les habitants des villes, il ne contactait pratiquement que les montagnard et les anecdotes citées sont recueillies de la bouche de rares parmi eux avec lesquels il a établi une relation d'amitié et de confiance.
Le caractère de Lazar

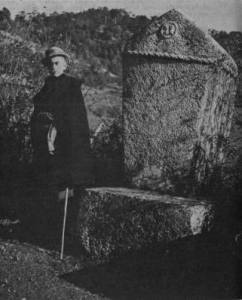
Devant la stèle le bogomile

"Il ne voulait s'approcher de personne si on lui disait autrement que "monsieur Lazo".
Si tu lui disais "camarade", c'était fini... Tu étais obligé de dire "monsieur", autrement cela n'allait pas.
J'étais obligé de faire attention au caractère de Lazo, car, à une occasion je lui ai dit "camarade" - trois jours il ne m'a pas dit "bonjour". J'étais toujours obligé de m'adresser à lui avec un "monsieur".
...À cette époque, il était peut être le seul homme dans le pays à qui tout le monde s'adressait avec un "monsieur", même les plus grands "camarades".
Lazo Bogomile
En 1953. lors du recensement de la population dans la rubrique "profession" Drljača écrit : " peintre académique, architecte, technicien, serrurier, poseur de pièges, faiseur d'eau-de-vie, faucheur, ouvrier sur les routes, ouvrier dans la forêt,... cuisinier, laboureur..." Il se déclarait comme bogomile (patarin) - une manière de plus pour exprimer sa révolte et pour préserver sa liberté.
Pourquoi Lazo est-il devenu bogoumile ou la mésaventure avec la fille du pope
"J'avais, une fois, fait l'eau-de-vie. Et il était venu et il est resté avec moi jusqu'à l'aube tout en discutant. À un moment, je lui demande - car un cheval m'avait autrefois cassé mes deux dents de devant, et lui aussi il ne les a pas - je lui demande : - Lazo, qu'est-ce qu'il t'es arrivé à tes dents?
- Ah, ne me demandes pas ça!
- Bien, comme tu veux.
Mais, quand-même, il s'est mis à me raconter qu'il se voyait avec la fille du pope et qu'elle lui avait ouvert la fenêtre de sa chambre et qu'il était entré dans sa chambre - C'était le premier problème dans sa vie - Et quand il est y entré, le pope l'a entendu et il a appelé les gendarmes. Les gendarmes l'attachèrent à un pilier, et le frappèrent... Et ainsi lui ont cassé deux dents... C'est alors qu'il a eu une crise de nerfs et, depuis, il s'est mis à détester les popes et il est devenu bogoumile (le patarin)."
Lazo et les armées
"Pendant la guerre il n'était pas peureux. Il encourageait les gens...
Et alors, il détestait chaque armée. Il n'aimait du tout les armées... se gardait de chaque armée, excepté les partisans. Mais, à la fin des fins, il ne sympathisait aussi plus avec eux. Dès que le pays fut libéré, ils lui sont aussi devenus désagréables, il ne s'entendaient ni avec eux. Il n'aimait aucun pouvoir, et pendant la guerre il sympathisait avec eux et les adorait."
Lazo et la ville

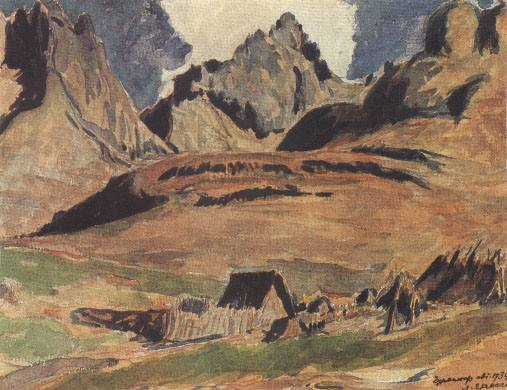
Durmitor - Dobri Do, août 1934, aquarelle 223 × 288 mm

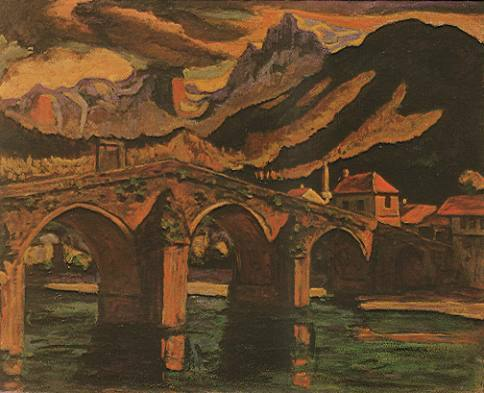
Le Vieux pont de Konjic, 1930, huile sur carton, 51 × 62 cm

" ...Il n'aimait pas la ville. Il détestait la ville, car il a beaucoup souffert dans la ville, à Vienne, et ensuite à Paris, parce qu'il n'avait pas de bourses suffisantes... Il avait quelque chose, mais tout cela était peu."
Les souvenirs de Lazo
"Quand il était de bonne humeur, si tu lui étais sympathique, alors il pouvait parler, comment dire, de toute l'Europe... par où il était passé, où et comment il se débrouillait... comment sont les gens.
Il racontait sa vie... et les écoles qu'il avait finies en France, en Allemagne... il dit que pendant la guerre, la Première Guerre mondiale, il a été sur un navire français, comme interprète, traducteur des langues étrangères. Et il riait beaucoup de son histoire, comme un petit garçon, lorsqu'il se souvenait de tout ce qu'il avait fait et vécu...
Lazo et Paris (souvenir de l'auteur)
" ...Dans l'ombre d'énormes saules à Borci, j'attendais, en compagnies des copains, un quelconque moyen de transport pour me rendre à Konjic. Soudain, surgit de quelque part Lazo et se mit à parler avec nous. Il nous demanda qui sont nos parents, que faisons-nous. Il se rappela de mes parents et me demanda où étaient-ils. Je lui répondit qu'ils se trouvaient à Paris et que j'avais l'intention d'y poursuive mes études.
À ces mots il eut une réaction vive et me dit :
- Tu ferais mieux d'aller en Albanie, tu y apprendrais davantage".
Lazo et le roi Alexandre

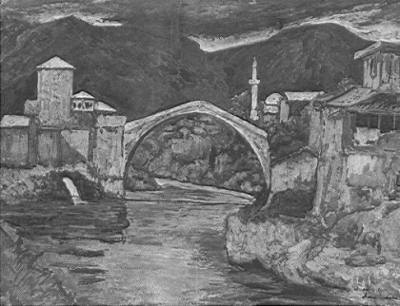
Mostar en mai, aquarelle, 247 × 347 mm

"Lazo m'a raconté encore, lorsqu'il a été à Mostar [...] on avait construit un pont, en béton, et le roi Alexandre arrive pour l'inauguration du pont. Et le maire de Mostar lui dit, au roi:
- Il y a un bon peintre, que pensez-vous de l'idée qu'il fasse un portrait de vous sur ce pont?
- D'accord.
Et le roi envoie ses aides de camp le chercher et ils arrivent chez Lazo pour qu'il aille avec eux. Lazo dit:
- Je ne peux pas venir. Mais je peux vous recevoir dans environ deux heures.
Et ceux-ci se fâchèrent et ne voulurent pas venir chez lui, et lui, de sa part ne voulait pas aller sur le pont pour faire son portrait.
... Tu t'imagines? Il tenait à son moi... C'est grand. Il ne craignait personne. Même un roi."
Lazo et les paysans

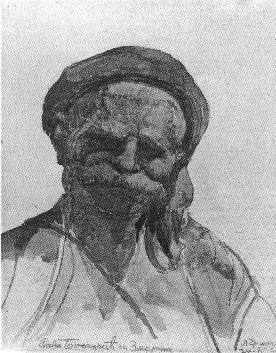
Le portrait de Savo Bosancic de Zmijanje, aquarelle, 246 × 184 mm

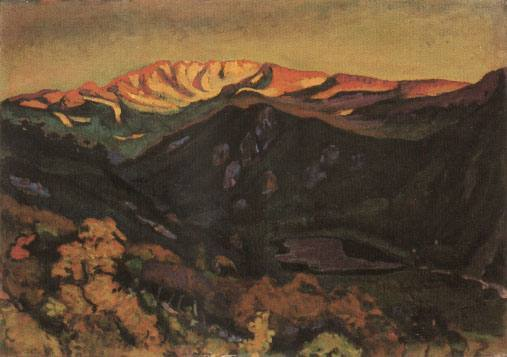
(Le paysage avec le lac de Borci) huile sur toile, 45,5 × 63 cm

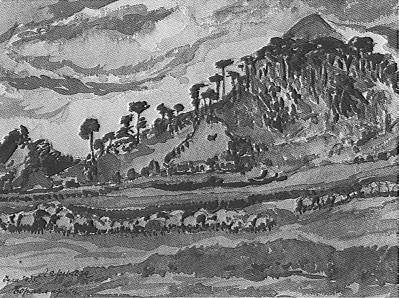
Idylle à Borci, 1935, aquarelle, 200 × 280 mm

"Mais, il aimait le paysannat... Autant les paysans travaillaient et labouraient mieux, autant il adorait ça et s'en réjouissait... Et, une fois, Lazo, - ma foi, c'est vrai - il a fauché un pré de la coopérative agricole... il a fauché le foin. Il en a fait une meule. Je ne sais pas ce qu'il en a fait. Il a dû le donner à quelqu'un probablement - il en avait pas besoin"
"Moi et la guerre"
(Extrait de La lettre de Drljača adressée à son ami, docteur Dojmiju)
"On pourrait écrire de longs livres et on ne dirait pas tout sur ce que la guerre avait fait... J'ai choisi une vie sage. Je me suis réfugié dans la cabane sur les coteaux de la montagne et je vivais dans la montagne - entièrement dans la chasse, entièrement consacré à une vie meilleure.
J'ai appris beaucoup de plantes médicinales et des fleurs... Les bandes m'ont volé les tableaux. Je suis resté nu et déchaussé. Heureusement que j'avais deux toiles avec des tableaux en huile dessus. J'ai enlevé la peinture et de la toile et je me suis fait les habits."
Comment les tableaux de Lazo ont brûlé
"Il y avait une cabane à Kotaradža, où il s'était réfugié et qu'il avait habitée un certain temps pendant la guerre, et je crois que c'était en 1943...quand les tchetniks, sont passés, ils y ont mis feu, et alors, probablement, pas mal de ses tableaux ont brûlé"
La vie de Lazo
"Où il a vécu, à Yazve. Vieille maison, il pleut à travers le toit et lui, il ne veut pas aller dans d'autres habitats. Il a vécu là et chaque jour il tuait un oiseau pour trouver le déjeuner et survivre..."
C'est comme ça qu'il vivotait sa vie Lazo Drljača."
Lazo et son cheval
"... Il avait un cheval à lui, Pegaz, avec qui il est venu... et son chariot. Ici, il a flâné un certain temps. Après avoir envoyé le cheval dans la montagne, au Champ Noir, le loup le lui a mangé là-haut. Il a trouvé son crâne... et l'a porté chez lui. Jusqu'à ce qu'ils le lui ont jeté pendant la guerre... Il était posé sur sa fenêtre."
Seul comme un loup
"Quand est arrivée la libération, l'Armée populaire l'a appelé qu'il soit un peu sous son drapeau, qu'il soit dans l'Assemblée Nationale... au Conseil Exécutif il aurait pu être. Mais cela ne lui allait pas. Il a préféré de nouveau retourner dans la forêt, dans sa cabane, pour vivre là-bas comme un loup solitaire exposé aux vents."
Lazo et le maire

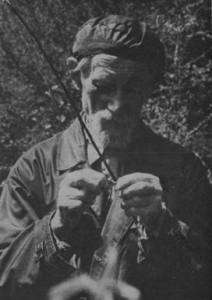
Un pêcheur pas comme les autres

"D'une manière très bizarre il a attrapé un grand poisson, un truite marmorata de onze kilos, là-haut à Bukovica, sur la Neretva, franchement bonne.
J'étais le soir chez moi. Le maire, à l'époque... je vois sa Fiât 1300, arriver devant le portail. Je lui ouvre, et Lazo est assis avec Muyo dans la voiture... ce qu'était un cas très rare qu'il vienne avec lui.
Et puis, Lazo descend. Il traîne un grand poisson. Je le félicite, et lui, il est tout content. Entretemps Muyo est pressé... le maire. Il démarre l'auto et s'en va.
Je dis à Lazo, comme ça,.. je plaisantais:
- Et bien, ma foi, monsieur Lazo, voilà que tu deviens, toi aussi, quelqu'un d'important dès que tu as un maire comme chauffeur.
Et Lazo me dit.
- Eeeeeeh, cher ami, le maire s'attendait à ce que je lui tranche un kilo de poisson... C'est mon coude que je lui donnerai!"
La façon de pêcher de Lazo

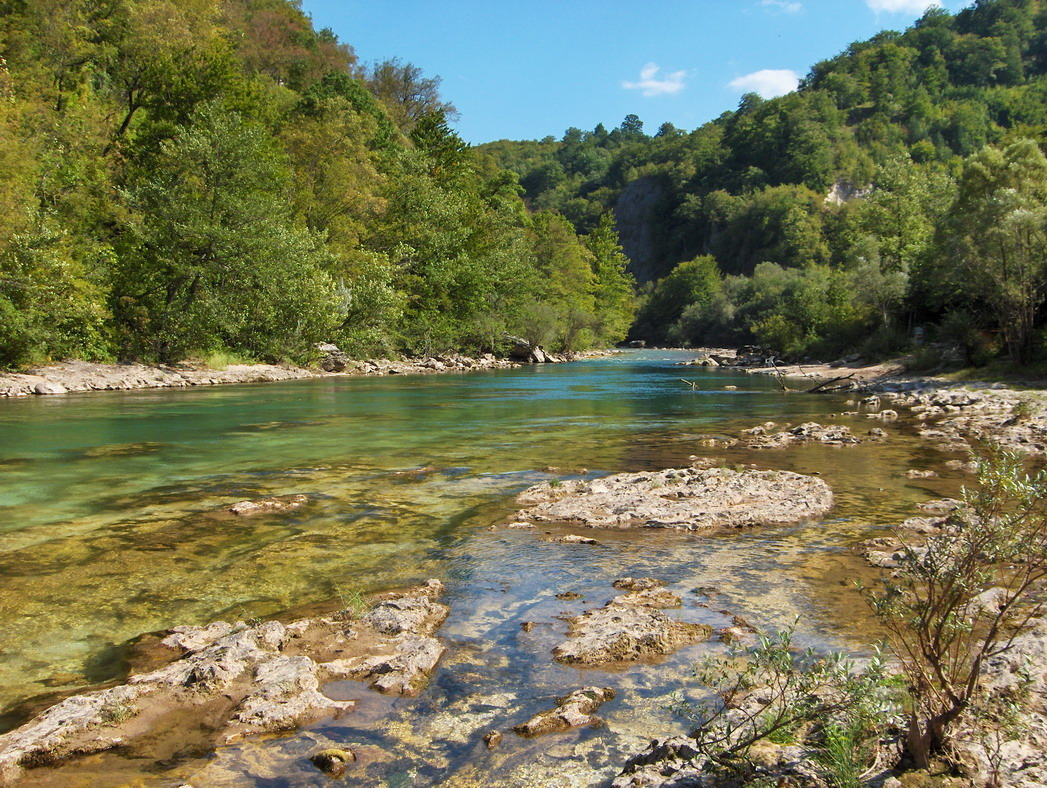
La Neretva, l'endroit dit Bukovica

"Il n'était pas, comment dirais-je, pour que l'on attrape beaucoup beaucoup de poissons... quelques pièces et puis il emmenait ça pour sécher... deux, trois,.. je ne crois pas qu'il a jamais attrapé plus que cinq pièces, même s'il pouvait un millier. Cela lui suffisait."
Le pain de Lazo
"Il avait l'habitude de venir chez nous... je lui disais:
- Monsieur Lazo, sommes-nous d'accord pour prendre un café?
- Ben, ma foi, nous pouvons prendre le café.
Ensuite, pendant le café il me racontait qu'il mangeait un pain durant quatorze jours... qu'il pétrissait et cuisait et qui ne s'avariait pas. Pour quatorze jours un pain lui durait. Et je ne lui demandait pas comment il le cuisait et comment il le conservait."
La soupe de Lazo
"Mon ami, il a égorgé un jour son coq et ensuite l'a fait fumer. Et lorsqu'il cuisinait quelque chose, il y ajoutait un petit bout de son os dedans. Et au moment où c'était cuit, il prenait le même os et le gardait, puis, de nouveau, quand il faisait le potage ou la soupe, il mettait à bouillir le même os... celui du coq.
Pour lui le coq était plus grand que le veau chez quelqu'un d'autre."
La vitalité de Lazo

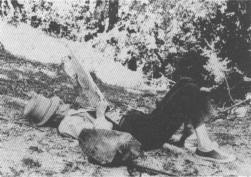
Dans l'ombre - en lisant les nouvelles du monde

"Il a vécu misérablement, que Dieu le bénisse, mais il maintenait une vitalité... Sacré Dieu, quatre-vingt dix ans, et droit comme une chandelle... tellement il était agile, c'était à n'y pas croire."
Lazo et le coq
"Il vivait à Jažve, dans une cabane et il avait un coq et lui donnait chaque jour douze grains de blé et quand il lui avait donné douze grains, alors le coq se mettait à lui chanter."
Lazo et la source
"Il y là-bas dans le champ une source, à Selište. Et lui, je ne sais pas pourquoi, il y adorait l'eau, alors que chez nous toutes les eaux sont bonnes. Nous avons tant de sources... Exprès - il avait une bouteille en aluminium, la gourde, et la met par-dessus l'épaule. Il y a deux kilomètres! - et il s'en va à cette source. Boit, remplit et il retourne."
Les souliers
"Je connais Lazo Drljača, le peintre. Il allait par la route, mais ne voulait pas marcher sur le pavé, ou le goudron, il marchait sur la pelouse. Quand il marchait sur la pelouse moi je lui demandais:
- Pourquoi, tu marches sur la pelouse, monsieur Lazo?
- Pour ne pas déchirer mes souliers, répondait-il."
Lazo et l'argent

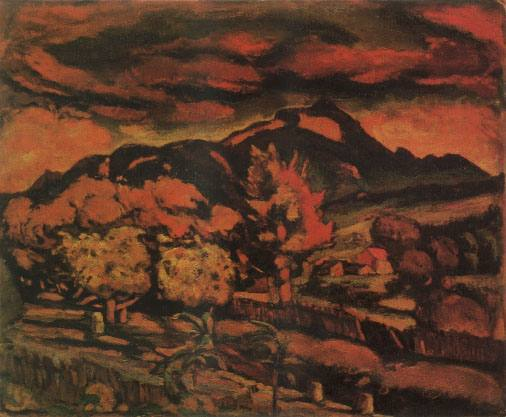
Trebevic nuageux, 1939, huile sur carton, 50,5 × 60 cm.

"Une fois - il y avait Franc Novak et je ne sais pas qui y avait-il encore avec lui - tout de suite après la libération, ce fut alors une somme considérable, il lui ont apporté 100 000 dinars et lui, devant leurs yeux, il les a jetés dans le feu (il s'agit probablement du prix de la ville de Mostar en 1962 qu'il avait refusé n.a.). Il ne voulait pas l'accepter. Ils ont attrapé ça en vitesse - que l'argent ne brûle pas - et lui ont ouvert une caisse d'épargne, dans la banque... et quelqu'un lui avait apporté ce livret, mais lui, il ne voulait pas de ça... Alors qu'il voulait bien si moi je lui donnais cinq mille ou un millier... il voulait accepter de moi et moi je lui faisait ça à plusieurs reprises.
Alors il disait toujours:
- Je te rendrais, quand je ferais ceci ou cela...
Et moi, je ne me fiais jamais à ça. De même je ne lui demandais pas à ce qu'il me le rende. Je vois qu'il vit misérablement...
Il ne se plaignait jamais de manquer de quelque chose - s'il a une pomme de terre, il dit:
- J'ai assez.
Un œuf pour manger :
- J'ai assez."

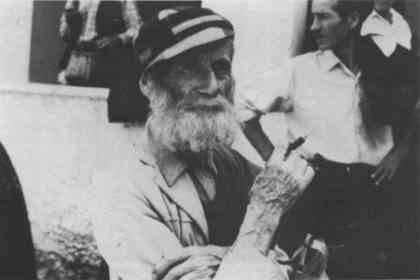
Devant la Maison de la coopérative agricole à Borci

Lazo et le journaliste qui l'espionne
"Ils ont envoyé un journaliste de Mostar,.... comment s'appelait-il... et Lazo était en train de pêcher, à Bukovica. Et Lazo s'est aperçu que l'autre l'espionnait... Il l'a attrapé par le cou, malgré son âge déjà avancé. Il s'était mis en colère pour de bon, et il a failli le jeter dans la Neretva..."
Lazo, les intellectuels et les journalistes
"Il détestait les intellectuels... Il ne voulait pas les voir. Les journalistes - surtout. Il n'aimait pas se faire prendre en photo... Il y en avait des qui l'ont pris et qui ont réussi à le tromper devant la Maison de la coopérative agricole...
- Ils ne tiennent qu'à gagner leurs sous... Ils y ajoutent n'importe quoi. À partir d'une vérité ils en font cent mensonges."
Lazo et la politique
"Écoute-moi, la politique ne l'intéressait pas. Il n'aimait pas la politique, aussi bien qu'il n'aimait pas le socialisme. Il parlait beaucoup contre le socialisme et il disait que c'était une erreur de la société de la part de Marks et d'Engels. Car "Si le socialisme valait quelque chose, les Allemands et les Anglais ne l'auraient pas chassé de leurs pays. Ils l'aurait accueilli..." Mais, il n'aimait également pas les monarchies, il aimait la démocratie... Car, par exemple, il était pour une société où il n'y aurait pas de pots-de-vin, mais que les gens gagnent selon leurs capacités. Il détestait les hommes politiques à cause de leur gaspillage.
Il disait toujours :
"Ils mangent et ils boivent aux dépens du peuple."
Il savait tout ça et il le leur disait droit dans les yeux, alors qu'eux, ils se cachent de la vérité. Qu'est-ce qu'ils pouvaient lui faire - rien !
Il nous a tout dit que ça va se passer ainsi. Je me demande seulement comment il a pu le savoir en avance... Comment le savait-il... d'où?"
Lazo et l'Amérique
"Il a toujours été pour la paix... Je me rappelle bien... Il venait souvent chez moi, à la poste et lisait les journaux. Il lit... "L'Amérique a attaqué le Viêt-nam" - Et à l'époque Djonson était le président de l'Amérique - Lazo regarde sa photo et ses traits de visage et dit:
- Regarde le salaud, regarde le salaud !
- Comment ? dis-je, monsieur Lazo !?
- Celui-là est la malédiction pour l'humanité.
Et c'est vraiment comme ça."

## Les amours de Lazo

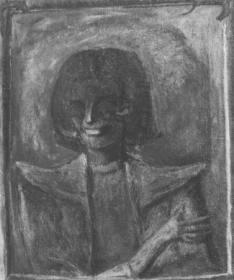
Sans cervelle - sans réflexion (le portrait de l'institutrice Marica), 1962-1965, huile sur toile, 53,5 × 43 cm.

Lazo dans la prison (souvenir d'un élève)
"... Cependant, l'institutrice était très jeune, probablement que c'était son premier service, avec l'arrivée aux Borci. Et lui, il était déjà âgé et comme tel est tombé amoureux d'elle. Mais, cependant, elle ne le regardait pas et a commencé, d'une certaine manière, à le repousser et, bien sûr, il a commencé à protester.
Entre autres, une nuit il a cassé toutes les vitres de l'école. De sorte que, le lendemain, quand nous sommes arrivés à l'école, j'étais alors élève de la deuxième classe de l'école primaire, l'institutrice nous a renvoyé à la maison et a dit que "Lazo Drljača a cassé les vitres de l'école".
Nous ne savons pas pourquoi et elle nous a renvoyé à la maison.
Alors nous sommes partis pour la maison. Quand nous nous sommes éloignés de l'école une cinquantaine de mètres, peut-être cent, jusqu'à la fontaine d'où l'on portait l'eau pour l'école et l'habitat autour, elle existe toujours, nous avons rencontré Lazo - les gendarmes l'emmènent. Une patrouille de gendarmes.
Cependant, nous nous sommes mis sur le côté. Il est passé et a demandé:
- Où est votre institutrice?
Nous lui avons dit:
- Elle est à l'école, nous avons ôté les chapeaux et nous l'avons salué... etc.
... Lazo a passé quinze jours en détention."
Pourquoi une institutrice a dû quitter Borci
" ...Et elle le respectait, vraiment, et l'honorait etc. et il lui dit:
- Je veux faire ton portrait.
Et elle fut d'accord.
Quand ça... de temps à autre... il commença aussi un peu par les mains... mais!, elle en fut surprise et dès le matin, nous étions dans l'auberge en train de prendre le café, lorsqu'elle raconte ça...
Elle en avait eu même peur.
Il en était vraiment devenu fou et elle a été obligée à cause de ça de demander le déplacement pour s'en aller des Borci et, ma foi, ils exaucèrent sa requête et elle passa à Celebici.
La douleur de Lazo
"Quand elle est partie, il avait l'habitude de venir chez moi - comme ça, il se mettait à côté de la fenêtre et se tournait vers la montagne... et regarde. Il pleure, à chaudes larmes comme une pluie.
- Ils me l'ont ôtée, qu'ils soient maudits... ils me l'ont ôtée.
Que veux-tu... celui qui n'aime pas les femmes ne s'aime pas non plus."
Les noces de Lazo

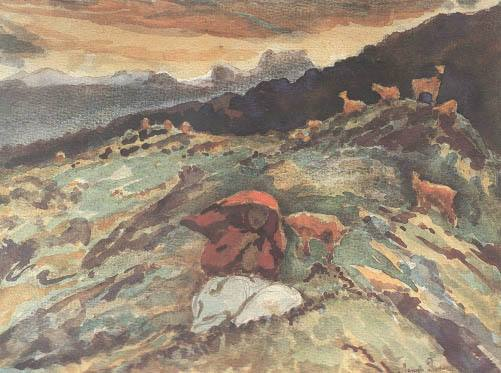
La bergère à Borci, 1935, aquarelle, 209 × 270 mm

"Monsieur Lazo, entre autres, était connu par le fait de pouvoir tomber amoureux à soixante-dix ans des jeunes filles qu'il aimait exceptionnellement, particulièrement les brunes.
Ainsi il est tombé amoureux d'une certaine Danica, née à Glavaticevo. Un soir il est venu chez moi pour qu'on aille à ses noces et nous sommes venus chez Luka Micevic, notre voisin...moi, Todor, le fils de Luka...
Et alors, quand nous sommes arrivés, Lazo a dit:
- Danica, nous sommes venus. Je me marie.
Elle refusait ça et en quelque sorte se comportait un peu arrogamment envers lui. Cependant, Lazo a dit:
- Elle m'aime, ce n'est rien.
Et alors, rien ne se passa, mais Lazo est resté toujours amoureux de Danica.
Lazo ensorcelé
"Il m'a raconte comme il était tombé amoureux de Danica. Il dit - il a dormi un mois à Bukovica, à la belle étoile... rien que pour voir ses jambes lorsqu'elle passait à gué la Neretva avec les bovins.
- Mon Dieu, elle a levé sa jupe... ses jambes blanches... C'est comme sculpté.
Et il dit qu'elle lui avait jeté des sorcelleries il fut tellement superstitieux après... Et que c'est Nenadusha, une vieille un peu à sa manière de Bijela, ... la diseuse de l'avenir, qui l'avait sauvé."
La dernière volonté de Lazar

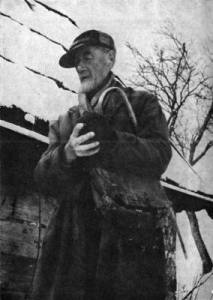
Vers la fin de sa vie

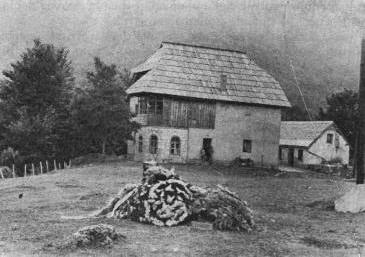
Le tombeau de Lazar Drljača devant la Villa de Šantić, sa dernière demeure

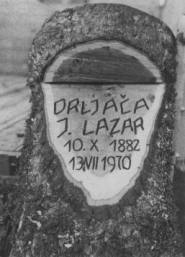
L'inscription tombale inscrite sur une souche devant la Villa de Šantić

"Quand Lazo Drljača fut faible - il voit qu'il ne peut plus - il a, alors, ordonné aux gens à lui, qu'il aimait... Il dit:
- Quand je serai mort, vous me porterez sur la montagne, puis, il dit, que les oiseaux me mangent. Moi j'ai mangé les oiseaux. C'était ma nourriture...
C'est comme ça qu'il avait donné l'ordre.
...Mais les autorités l'ont enterré chez la Villa
- Andjelko, quand je serais mort, portez-moi sur Prenj, à Osobac, près de la source de la Nymphe, que le aigles et les corbeaux me mangent...
- Mais, M'sieur Lazo, qui va te porter?
- Toi, ton frère Mirko, Andjelko Kujundzic, Mirko Colic de Sistica... et ne m'enterre-pas à Borci...
Ils sont tous les quatre encore vivants. Ils l'auraient porté sur Osobac si les autorités l'avaient permis.
Mon (fils) Andjelko dit :
- Si l'on m'avait laissé faire, je l'aurais porté.
Mais les autorités l'ont porté à Konjic et il est mort à Konjic et ils l'ont enterré chez la Villa. On n'y pouvait rien - Ils ont à peine attendu pour emporté ses tableaux."

## Après la mort

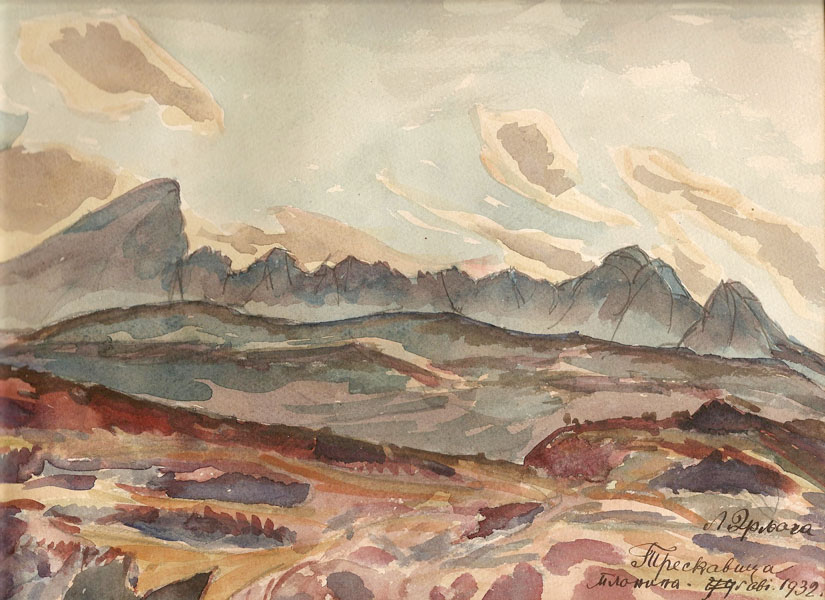
La montagne de Treskavica, 1932, aquarelle, 216 × 297 mm.

La montagne de Treskavica est une aquarelle qu'on avait cru perdue.

### Sources
- Lazar Drljača zatočenik ljepote, Šefko Hodžić, Sarajevo 1974.
- Lazar Drljača - Retrospektiva 1990, Damnjanović Danka, Umjetnička Galerija BiH, Sarajevo, 1990.
- Petar Magazin - multi expression